# Кадастровый номер
Када́стровый но́мер — уникальный номер объекта недвижимости, присваиваемый ему при осуществлении кадастрового и технического учёта.

## По странам

### Россия

#### Структура кадастрового номера земельного участка
Согласно Приказу Министерства экономического развития Российской Федерации «Об утверждении порядка кадастрового деления территории Российской Федерации, порядка присвоения объектам недвижимости кадастровых номеров, номеров регистрации, реестровых номеров границ», кадастровый номер земельного участка выглядит так: АА:ВВ:CCCCСCC:КК, где
- АА — кадастровый округ.
- ВВ — кадастровый район.
- CCCCCCС — кадастровый квартал состоит из 6 или 7 цифр.
- КК — номер объекта недвижимости.

Кадастровый номер сооружения, помещения, здания формируется по тому же принципу, где КК — номер объекта в квартале, как правило земельные участки, сооружения, помещения, здания являются объектами одного нумерованного списка в соответствующем квартале, то есть нумерация происходит по возрастанию по мере добавления объектов в список квартала.

#### Пример кадастрового номера
Адрес: Российская Федерация — Россия, Ленинградская область, Ломоносовский район, муниципальное образование (МО) «Ропшинское сельское поселение», закрытое акционерное общество (ЗАО) «Красносельское» у деревни Михайловская, рабочий участок № 93, участок № 19.
Кадастровый номер 47:14:1203001:814 включает в себя:
- 47 — кадастровый округ — Ленинградская область (кадастровый округ)
- 14 — кадастровый район — Ломоносовский район (кадастровый район)
- 1203001 — кадастровый квартал — МО «Ропшинское сельское поселение», ЗАО «Красносельское» у д. Михайловская
- 814 — номер земельного участка — рабочий участок 93, уч. 19

### Украина

#### Структура кадастрового номера земельного участка
На Украине кадастровые номера земельных участков имеют следующую структуру:
- 12-значный номер кадастровой зоны (последние 2 цифры отделяются от первых 10 двоеточием);
- 3-значный номер кадастрового квартала в границах зоны;
- 4-значный номер земельного участка в границах квартала.

#### Пример кадастрового номера
Кадастровый номер 6310138500:10:012:0045 включает в себя:
- 63101 — город Харьков;
- 38500 — Немышлянский район;
- 10 — кадастровая зона;
- 012 — кадастровый квартал;
- 0045 — номер земельного участка (Краснодарская улица, 185А).